# Lucia Chase
Lucia Chase (Waterbury, 24 marzo 1897 – Manhattan, 9 gennaio 1986) è stata una ballerina, attrice, direttrice artistica di balletto statunitense e cofondatrice dell'American Ballet Theatre. È stata vincitrice della Medaglia presidenziale della libertà.

## Carriera
Studiò recitazione alla Theater Guild School di New York, dove prese anche lezioni di danza classica. Sebbene il suo primo amore fosse il teatro, dopo aver deciso che la danza doveva essere la sua vita, studiò seriamente con Mikhail Mordkin, Michel Fokine, Antony Tudor, Anatole Vilzak e Bronislava Nijinska. Si esibì con il Mordkin Ballet dal 1937 al 1939, dove ballò i ruoli principali in La bella addormentata e Giselle. Nel 1940 lei e Richard Pleasant fondarono il Ballet Theatre (in seguito American Ballet Theatre), con Lucia Chase come ballerina principale (e principale sostenitrice finanziaria), sebbene si concentrasse sui ruoli più drammatici e comici.
Creò il ruolo della Eldest Sister in Pillar of Fire di Tudor (1942) e quello di Greedy One in Three Virgins and a Devil di Agnes de Mille (1941). Nel 1945 lei e Oliver Smith assunsero insieme la direzione dell'American Ballet Theatre.
Si ritirò dal palcoscenico nel 1960 e si ritirò come direttore della compagnia nel 1980, quando subentrò a Mikhail Baryshnikov.
Nel corso di quarant'anni ha dedicato le sue energie e una buona parte della sua fortuna personale per garantire la sopravvivenza della compagnia. Portò Tudor e Baryshnikov all'American Ballet Theatre e incoraggiò coreografi statunitensi del calibro di Jerome Robbins, Glen Tetley e Twyla Tharp. Nel 1980 fu insignita della Presidential Medal of Freedom negli Stati Uniti.
Lucia Chase era sposata con Thomas Ewing, con il quale ebbe due figli.
La Chase è stata inserita nel National Museum of Dance's Mr. & Mrs. Cornelius Vanderbilt Whitney Hall of Fame nel 1988.
Nel 2009 è stato pubblicato il libro Bravura!: Lucia Chase and the American Ballet Theatre, scritto da suo figlio Alex C. Ewing.

## Filmografia
| Anno | Film                                            | Ruolo        | Note       |
| ---- | ----------------------------------------------- | ------------ | ---------- |
| 1976 | Dal vivo dal Lincoln Center (Il lago dei cigni) | Regina Madre | 1 episodio |
| 1957 | Omnibus (Serie TV americana) (Lizzie Borden)    | Matrigna     | 1 episodio |
| 1973 | American Ballet Theatre: A Close-Up in Time     | Se stessa    |            |